# Charlie Bennetti
Charlie Bennetti (ur. 22 lutego 1930 w Florianie) – maltański piłkarz grający na pozycji napastnika.

## Kariera klubowa
Piłkę nożną zaczął uprawiać w wieku 14 lat. W sezonie 1946/1947 z rezerwami Floriana FC zdobył mistrzostwo drugiej ligi, a następnie został włączony do pierwszej drużyny. Latem 1948 trafił do Valletta FC. W 1951 wrócił do Floriana FC, z którym trzykrotnie wywalczył mistrzostwo Malty. W 1958 przeszedł do Rabat Ajax, a w 1961 ponownie trafił do Floriana FC. W 1963 zakończył karierę, w międzyczasie zdobywając czwarty tytuł mistrzowski.

## Kariera reprezentacyjna
W reprezentacji Malty wystąpił w 1 meczu – 3 lipca 1962 z Norwegią.

## Życie osobiste
Jego starsi bracia Willie i Joe również byli piłkarzami.